# Ярмарок штату
Ярмарок штату (англ. State fair) — щорічне змагально-розважальне свято жителів штатів в Сполучених Штатах Америки та провінцій у Канаді, яке зазвичай відбувається наприкінці літа або на початку осені.

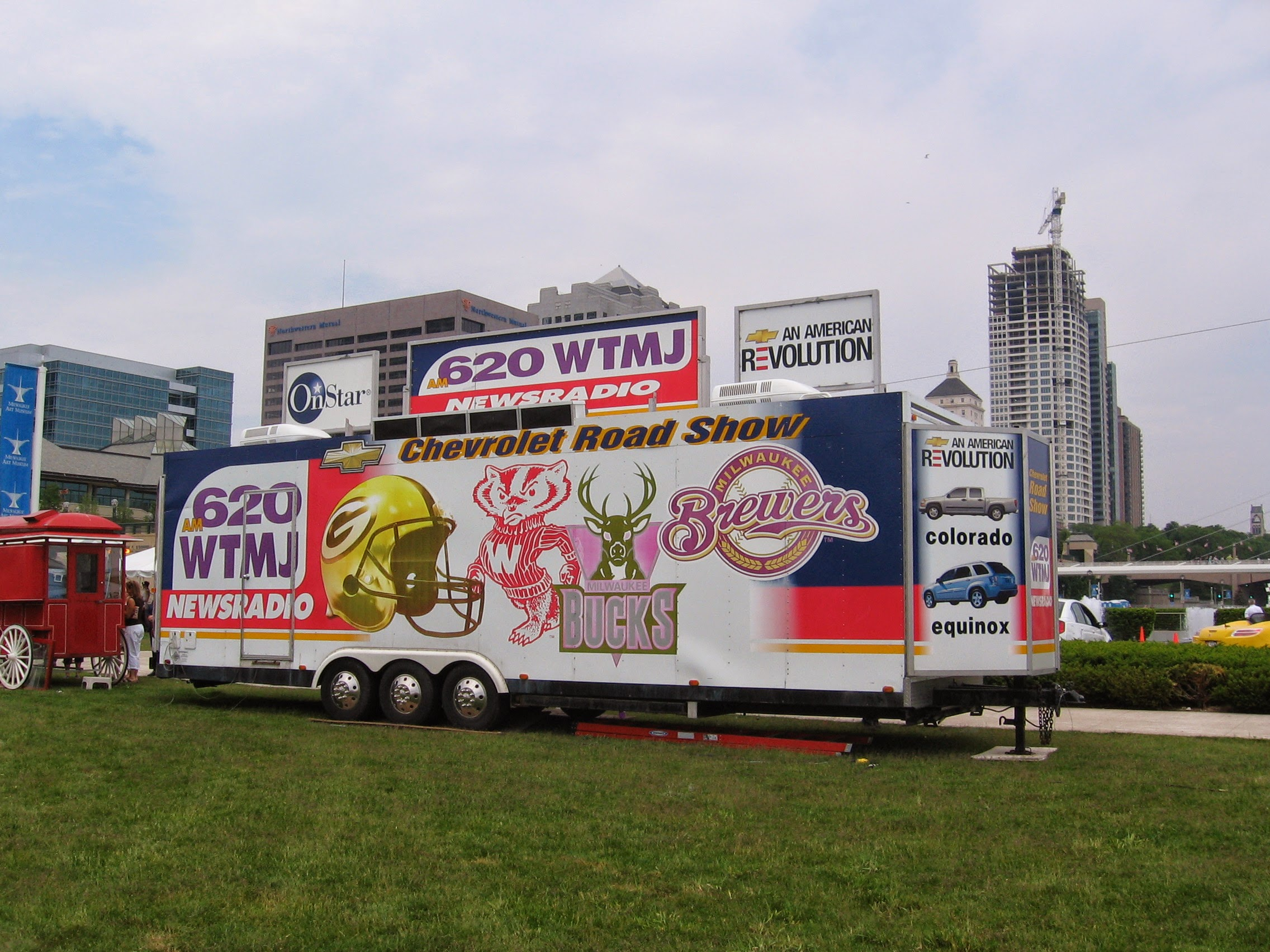
Автомобіль на ярмарку в штаті Вісконсин. 2006

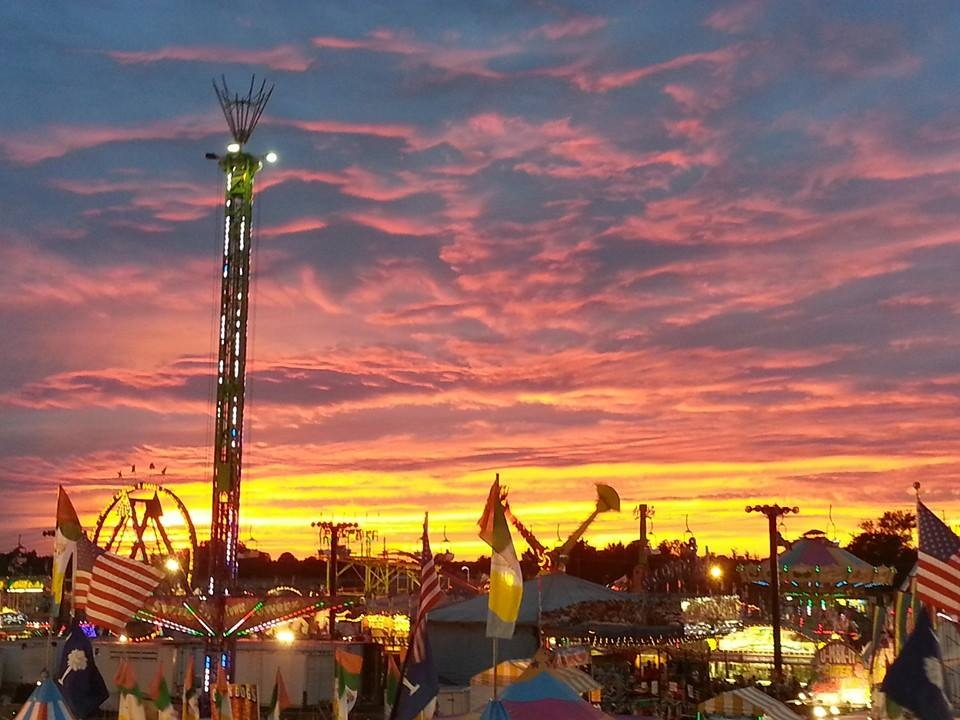
Ярмарок штату Південна Кароліна. 2014

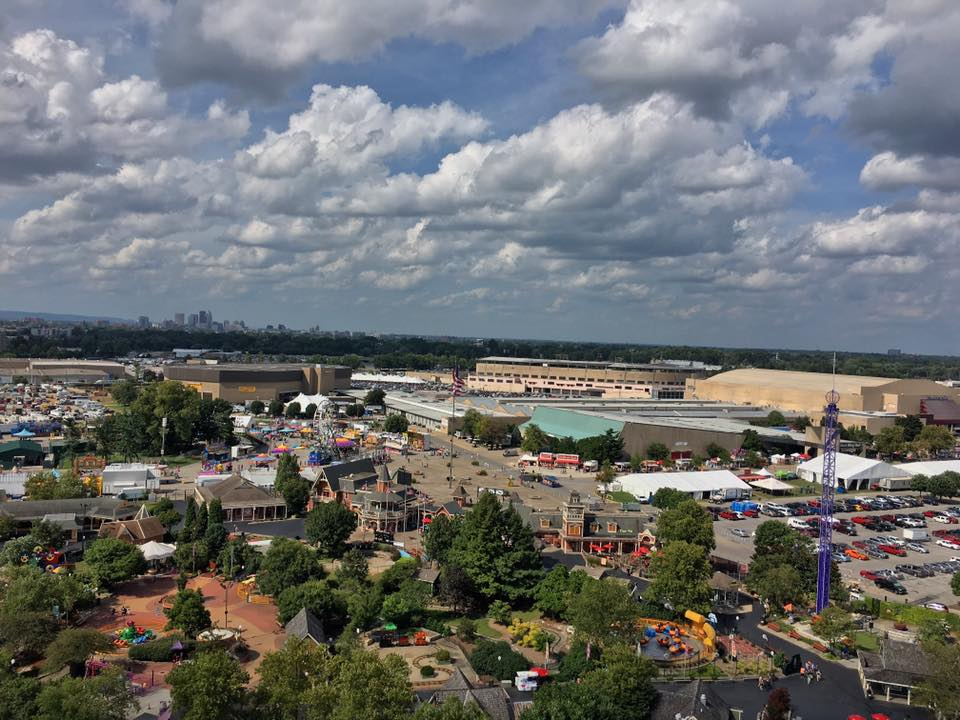
Ярмарок штату з вершини чортового колеса. 2016

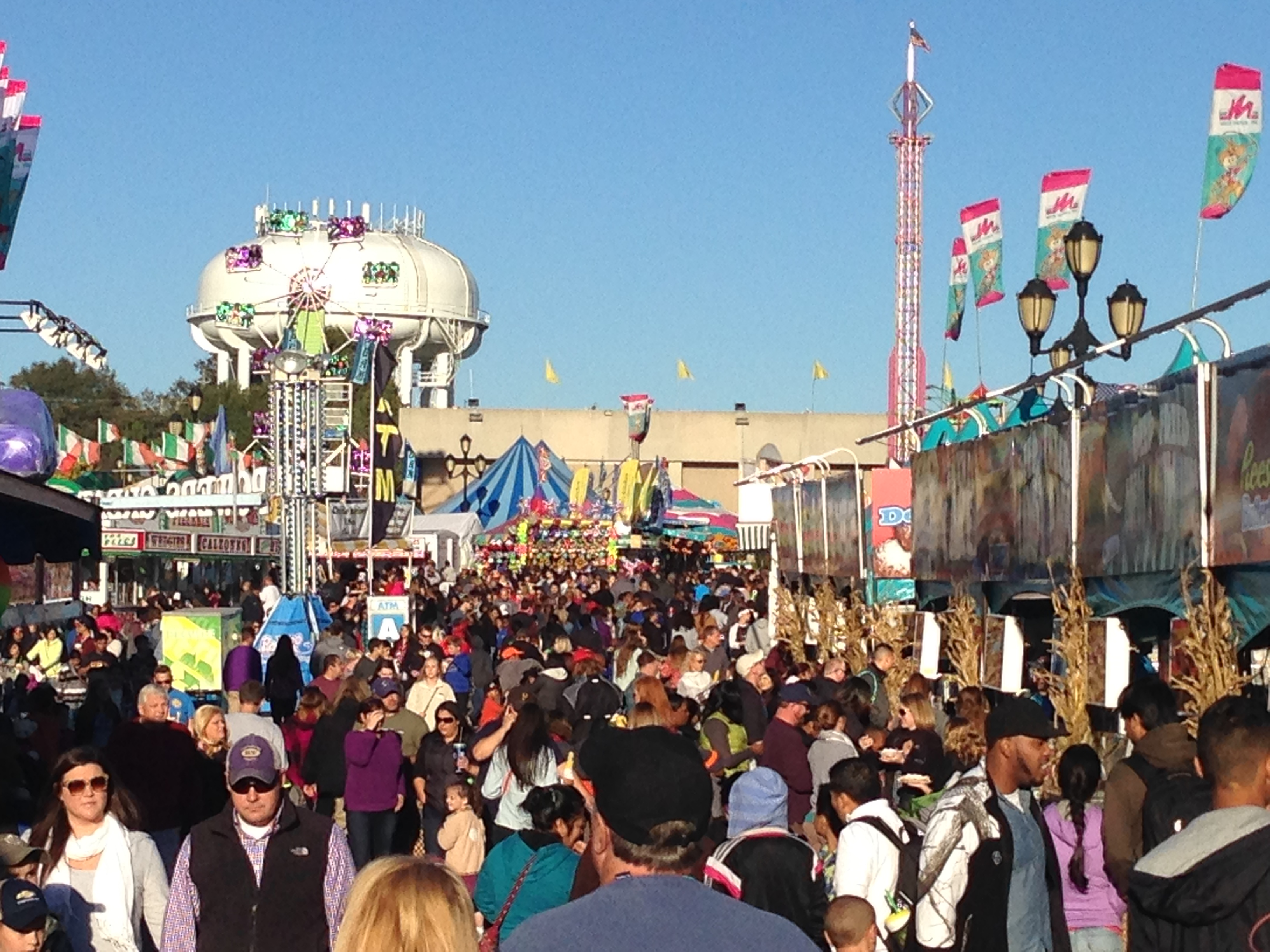
Ярмарок штату Північна Кароліна. 2015

Ярмарки штатів кожного року відбуваються за якоюсь темою, наприклад, ярмарок штату Каліфорнії у 2013 мав тему «Їжа, родина та розваги».

## Нагороди
Ярмарки штатів і округів (графств) славляться різноманітними конкурсами, на яких переможців нагороджують стрічками різних кольорів. Нагороди, як правило, присуджуються за такою шкалою:
- Перше місце — блакитна стрічка
- Друге місце — червона стрічка
- Третє місце — біла стрічка
- Четверте місце — жовта стрічка
- П'яте місце — зелена стрічка
- Шосте місце — помаранчева стрічка
- Сьоме місце — фіолетова стрічка
- Восьме місце — коричнева стрічка

## Ярмарки штатів США

### А — К
| Штат або регіон              | Назва                                                                                         | Місце           | Відвідуваність (рік)                                                       | Відвідуваність у % до к-сті населення США |
| ---------------------------- | --------------------------------------------------------------------------------------------- | --------------- | -------------------------------------------------------------------------- | ----------------------------------------- |
| !a                           | !a                                                                                            | !a              | -9999                                                                      |                                           |
| !a                           | !a                                                                                            | !a              | 10000000000                                                                |                                           |
| Айдахо                       | Ярмарок сходу штату Айдахо                                                                    | Блекфут         | 229,992 (2015) [Архівовано 21 вересня 2017 у Wayback Machine.]             | 14.08 %                                   |
| Айдахо                       | Ярмарок заходу штату Айдахо                                                                   | Бойсі           | 243,474 (2016) [Архівовано 12 березня 2017 у Wayback Machine.]             | 14.90 %                                   |
| Айдахо                       | Ярмарок півночі штату Айдахо (North Idaho Fair) [Архівовано 2 квітня 2019 у Wayback Machine.] | Coeur d'Alene   | 84,600 (2015) [Архівовано 5 серпня 2018 у Wayback Machine.]                | 5.18 %                                    |
| Айова                        | Ярмарок штату Айови                                                                           | Де-Мойн         | 1,130,260 (2018) [Архівовано 20 червня 2020 у Wayback Machine.]            | 35.93 %                                   |
| Алабама                      | Ярмарок штату Алабами                                                                         | Бірмінгем       |                                                                            |                                           |
| Алабама                      | Національний ярмарок Алабами (Alabama National Fair)                                          | Монтгомері      |                                                                            |                                           |
| Аляска                       | Ярмарок півострова Кенай (Kenai Peninsula State Fair)                                         | Нінілчик        | 7,300 (2013) [Архівовано 5 серпня 2018 у Wayback Machine.]                 | .99 %                                     |
| Аляска                       | Ярмарок південно-східної Аляски (Southeast Alaska State Fair)                                 | Гейнс           |                                                                            |                                           |
| Аляска                       | Ярмарок долини Танана                                                                         | Фербанкс        |                                                                            | 12.49 %                                   |
| Аляска                       | Ярмарок штату Аляски                                                                          | Палмер          | 299,698 (2015) [Архівовано 25 вересня 2020 у Wayback Machine.]             | 40.68 %                                   |
| Аризона                      | Ярмарок штату Аризони                                                                         | Фінікс          | 1,102,044 (2015) [Архівовано 21 вересня 2017 у Wayback Machine.]           | 16.37 %                                   |
| Аризона                      | Navajo Nation Fair                                                                            | Віндов-Рок      | 100,000 (2016) [Архівовано 27 липня 2020 у Wayback Machine.]               | 57.58 % (of Navajo Nation)                |
| Арканзас                     | Ярмарок штату Арканзасу                                                                       | Літл-Рок        | 473,106 (2015) [Архівовано 30 квітня 2021 у Wayback Machine.]              | 15.95 %                                   |
| Вайомінг                     | Ярмарок штату Вайомінгу                                                                       | Дуґлас          | about 50,000 (2012 estimate) [Архівовано 2 грудня 2020 у Wayback Machine.] | 8.56 %                                    |
| Вашингтон                    | Ярмарок штату Центрального Вашингтону                                                         | Якіма           | 312,191 (2016) [Архівовано 5 серпня 2018 у Wayback Machine.]               | 4.42 %                                    |
| Вашингтон                    | Вічнозелений ярмарок штату                                                                    | Монро           | 342,631 (2016) [Архівовано 5 серпня 2018 у Wayback Machine.]               | 4.85 %                                    |
| Вашингтон                    | Northwest Washington Fair                                                                     | Lynden          | 189,154 (2015)                                                             | 2.68 %                                    |
| Вашингтон                    | Ярмарок штату Вашингтону                                                                      | Пуяллап         | 1,117,323 (2012) [Архівовано 13 листопада 2013 у Wayback Machine.]         | 15.82 %                                   |
| Вермонт                      | Vermont State Fair                                                                            | Ратленд         | 61,604 (2010) [Архівовано 2 грудня 2012 у Archive.is]                      | 9.83 %                                    |
| Вірджинія                    | State Fair of Virginia                                                                        | Caroline County | 238,000 (2014) [Архівовано 30 квітня 2021 у Wayback Machine.]              | 2.86 %                                    |
| Вісконсин                    | Ярмарок штату Вісконсину                                                                      | Вест-Алліс      | 1,015,815 (2016) [Архівовано 21 вересня 2017 у Wayback Machine.]           | 17.64 %                                   |
| Вісконсин                    | Central Wisconsin State Fair                                                                  | Marshfield      | 85,000 (2015) [Архівовано 7 березня 2021 у Wayback Machine.]               | 1.48 %                                    |
| Вісконсин                    | Northern Wisconsin State Fair                                                                 | Чиппева-Фоллс   | 90,000 (2016) [Архівовано 5 серпня 2018 у Wayback Machine.]                | 1.56 %                                    |
| Гаваї                        | Hawaii 50th State Fair                                                                        | Aiea            |                                                                            |                                           |
| Делавер                      | Ярмарок штату Делаверу                                                                        | Гаррінґтон      | 262,587 (2016) [Архівовано 21 вересня 2017 у Wayback Machine.]             | 28.07 %                                   |
| Джорджія                     | Georgia State Fair                                                                            | Гемптон         |                                                                            |                                           |
| Джорджія                     | Національний ярмарок Джорджії                                                                 | Perry, Georgia  | 535,000 (2016)                                                             | 5.30 %                                    |
| Джорджія                     | North Georgia State Fair                                                                      | Marietta        | 320,000 (2016) [Архівовано 30 квітня 2021 у Wayback Machine.]              | 3.17 %                                    |
| Західна Вірджинія            | Ярмарок штату Західної Вірджинії                                                              | Фейрлі          | 155,000-160,000 (2016) [Архівовано 5 серпня 2018 у Wayback Machine.]       | 8.65 %                                    |
| Іллінойс                     | DuQuoin State Fair                                                                            | Ду-Коїн         |                                                                            |                                           |
| Іллінойс                     | Ярмарок штату Іллінойс                                                                        | Спрингфілд      | 509,000 (2019) [Архівовано 26 вересня 2019 у Wayback Machine.]             | 4.00 %                                    |
| Індіана                      | Ярмарок штату Індіани                                                                         | Індіанаполіс    | 730,000 (2016) [Архівовано 5 серпня 2018 у Wayback Machine.]               | 11.07 %                                   |
| Канзас                       | Ярмарок штату Канзасу                                                                         | Гатчинсон       | 359,808 (2016) [Архівовано 21 вересня 2017 у Wayback Machine.]             | 12.39 %                                   |
| Каліфорнія                   | Ярмарок штату Каліфорнії                                                                      | Сакраменто      | 673,237 (2016) [Архівовано 30 квітня 2021 у Wayback Machine.]              | 1.7 %                                     |
| Колорадо                     | Ярмарок штату Колорадо                                                                        | Пуебло          | 466,576 (2016) [Архівовано 21 червня 2018 у Wayback Machine.]              | 8.71 %                                    |
| Колумбія (федеральний округ) | DC State Fair                                                                                 | Вашингтон       |                                                                            |                                           |
| Кентуккі                     | Ярмарок штату Кентуккі                                                                        | Луїсвіль        | 609,955 (2017)                                                             | 13.7 %                                    |

### Л — Я
| Штат або регіон   | Назва                              | Місце           | Відвідуваність (рік)                                                             | Відвідуваність у % до к-сті населення США |
| ----------------- | ---------------------------------- | --------------- | -------------------------------------------------------------------------------- | ----------------------------------------- |
| !a                | !a                                 | !a              | -9999                                                                            |                                           |
| !a                | !a                                 | !a              | 10000000000                                                                      |                                           |
| Луїзіана          | Cajun Heartland State Fair         | Lafayette       |                                                                                  |                                           |
| Луїзіана          | Greater Baton Rouge State Fair     | Baton Rouge     |                                                                                  |                                           |
| Луїзіана          | State Fair of Louisiana            | Шривпорт        | 379,700 (2017) [Архівовано 30 квітня 2021 у Wayback Machine.]                    | 9.78 %                                    |
| Мен               | Bangor State Fair                  | Bangor          |                                                                                  |                                           |
| Мен               | Skowhegan State Fair               | Skowhegan       |                                                                                  |                                           |
| Мен               | Fryeburg Fair                      | Fryeburg        | 166,838 (2016) [Архівовано 9 березня 2017 у Wayback Machine.]                    | 12.54 %                                   |
| Мериленд          | Ярмарок штату Мериленду            | Тімоніум        | 407,000 (2013) [Архівовано 21 вересня 2017 у Wayback Machine.]                   | 6.81 %                                    |
| Мічиган           | Great Lakes State Fair             | Новай           | Closed in 2009                                                                   |                                           |
| Мічиган           | Third Bank Michigan State Fair     | Новай           | 92,000 (2014) [Архівовано 6 травня 2021 у Wayback Machine.]                      | .93 %                                     |
| Мічиган           | Upper Peninsula State Fair         | Есканаба        | 80,000 (2013) [Архівовано 4 березня 2016 у Wayback Machine.]                     | .81 %                                     |
| Міннесота         | Ярмарок штату Міннесоти            | Фалкон-Гайтс    | 2,126,551 (2019)                                                                 | 37.90 %                                   |
| Міссісіпі         | Ярмарок штату Міссісіпі            | Джексон         | 733,151 (2016)                                                                   | 24.49 %                                   |
| Міссурі           | Ярмарок штату Міссурі              | Седалія         | 366,218 (2013)                                                                   | 6.04 %                                    |
| Монтана           | Montana State Fair                 | Грейт-Фолс      | 54,938 (2015) [Архівовано 5 серпня 2018 у Wayback Machine.]                      | 5.37 %                                    |
| Монтана           | MontanaFair                        | Біллінгс        | 226,333 (2016) [Архівовано 5 серпня 2018 у Wayback Machine.]                     | 22.10 %                                   |
| Небраска          | Ярмарок штату Небраски             | Ґранд-Айленд    | 379,108 (2017)                                                                   | 19.88 %                                   |
| Невада            | Nevada State Fair                  | Ріно            | Closed                                                                           |                                           |
| Невада            | The Nevada Fair                    | Карсон-Сіті     | 22,000 (2015)                                                                    | .77 %                                     |
| Нова Англія       | The Big E                          | Вест-Спрінгфілд | 1,543,470 (2018) [Архівовано 26 вересня 2020 у Wayback Machine.]                 | 10.4 %                                    |
| Нью-Гемпшир       | Hopkinton State Fair               | Контукук        |                                                                                  |                                           |
| Нью-Джерсі        | Ярмарок штату Нью-Джерсі           | Огаста          | 420,000 (2013) [Архівовано 9 березня 2017 у Wayback Machine.]                    | 4.70 %                                    |
| Нью-Мексико       | Ярмарок штату Нью-Мексико          | Альбукерке      | 497,000 (2016) [Архівовано 21 вересня 2017 у Wayback Machine.]                   | 23.83 %                                   |
| Нью-Мексико       | Southern New Mexico State Fair     | Лас-Крусес      |                                                                                  |                                           |
| Нью-Мексико       | Northern Navajo Nation Fair        | Шипрок          |                                                                                  |                                           |
| Нью-йорк          | Great New York State Fair          | Сірак'юс        | 1,329,275 (2019) [Архівовано 8 липня 2020 у Wayback Machine.]                    | 6.8 %                                     |
| Огайо             | Ярмарок штату Огайо                | Колумбус        | 921,000 (2016) [Архівовано 27 червня 2020 у Wayback Machine.]                    | 7.95 %                                    |
| Оклахома          | Ярмарок штату Оклахоми             | Оклахома-Сіті   | 900,000 (2012) [Архівовано 4 серпня 2016 у Wayback Machine.]                     | 23.21 %                                   |
| Оклахома          | Tulsa State Fair                   | Талса           | 1,206,000 (2016 estimate) [Архівовано 2 лютого 2018 у Wayback Machine.]          | 31.10 %                                   |
| Орегон            | Ярмарок штату Орегон               | Сейлем          | 295,000 (2016 estimate)                                                          | 7.43 %                                    |
| Пенсільванія      | Pennsylvania Farm Show             | Гаррісберг      | 500,000 (approx) (2008) [Архівовано 31 жовтня 2009 у Wayback Machine.]           | 3.91 %                                    |
| Пенсільванія      | Allentown Fair                     | Аллентаун       | 500,000 (approx) (2014) [Архівовано 10 липня 2020 у Wayback Machine.]            | 3.91 %                                    |
| Пенсільванія      | Butler Fair                        | Проспект        | 240,000 (approx) (2011) [Архівовано 1 квітня 2022 у Wayback Machine.]            | 1.88 %                                    |
| Пенсільванія      | Bloomsburg Fair                    | Блумсбург       | 364,037 (2015) [Архівовано 5 серпня 2018 у Wayback Machine.]                     | 2.85 %                                    |
| Пенсільванія      | The Reading Fair                   | Редінг          | 40,000 (2016) [Архівовано 5 серпня 2020 у Wayback Machine.]                      | 0.3 %                                     |
| Пенсільванія      | York Fair                          | Йорк            | 555,252 (2016) [Архівовано 30 жовтня 2020 у Wayback Machine.]                    | 4.34 %                                    |
| Південна Дакота   | South Dakota State Fair            | Гурон           | 211,371 (2016) [Архівовано 5 серпня 2018 у Wayback Machine.]                     | 24.77 %                                   |
| Північна Дакота   | Ярмарковий парк Північної Дакоти   | Майнот          | 293,123 (2016) [Архівовано 30 квітня 2021 у Wayback Machine.]                    | 39.64 %                                   |
| Південна Кароліна | Ярмарок штату Південної Кароліни   | Колумбія        | 464,878 (2016) [Архівовано 9 березня 2017 у Wayback Machine.]                    | 9.62 %                                    |
| Північна Кароліна | Ярмарок штату Північної Кароліни   | Ралі            | 1,028,364 (2016) [Архівовано 20 червня 2017 у Wayback Machine.]                  | 10.34 %                                   |
| Північна Кароліна | Dixie Classic Fair                 | Winston Salem   | 357,416 (2011)                                                                   | 3.7 %                                     |
| Північна Кароліна | North Carolina Mountain State Fair | Флетчер         | 187,819 (2007) [Архівовано 8 липня 2008 у Wayback Machine.]                      | 1.89 %                                    |
| Род-Айленд        | Washington County Fair             | Ричмонд         | around 100,000 [Архівовано 23 жовтня 2020 у Wayback Machine.]                    | 9.48 %                                    |
| Теннессі          | Ярмарок штату Теннессі             | Нешвілл         | 115,000 (2015) [Архівовано 5 серпня 2018 у Wayback Machine.]                     | 1.76 %                                    |
| Теннессі          | Delta Fair                         | Мемфіс          | about 200,000 (2016) [Архівовано 5 серпня 2018 у Wayback Machine.]               | 3.05 %                                    |
| Теннессі          | Tennessee Valley Fair              | Ноксвілл        | 180,000 (approx) [Архівовано 29 червня 2020 у Wayback Machine.]                  | 2.75 %                                    |
| Техас             | South Texas State Fair             | Бомонт          | 175,000 (2014) [Архівовано 1 травня 2021 у Wayback Machine.]                     | .65 %                                     |
| Техас             | Ярмарковий парк                    | Даллас          | 2,049,118 (2018) [Архівовано 8 жовтня 2017 у Wayback Machine.]                   | 7.24 %                                    |
| Техас             | East Texas State Fair              | Тайлер          | about 250,000 (estimate from 2016) [Архівовано 1 травня 2021 у Wayback Machine.] | .93 %                                     |
| Техас             | North Texas State Fair             | Дентон          | 140,000 (2009)                                                                   | .52 %                                     |
| Флорида           | Ярмарок штату Флориди              | Тампа           | 395,435 (2016) [Архівовано 21 вересня 2017 у Wayback Machine.]                   | 1.99 %                                    |
| Юта               | Ярмарок штату Юти                  | Солт-Лейк-Сіті  | around 300,000 (2014) [Архівовано 5 серпня 2018 у Wayback Machine.]              | 10.19 %                                   |

## Провінційні виставки Канади
Деякі щорічних Літолітні виставки в Канаді подібні до державні ярмарки в США:
| Провінція           | Назва виставки                 | Місцезнаходження | Відвідуваність (рік) |
| ------------------- | ------------------------------ | ---------------- | -------------------- |
| !a                  | !a                             | !a               | -9999                |
| !a                  | !a                             | !a               | 10000000000          |
| Альберта            | Calgary Stampede               | Калгарі          | 1,214,972 (2017)     |
| Альберта            | K-Days                         | Едмонтон         | 816,250 (2017)       |
| Британська Колумбія | Pacific National Exhibition    | Ванкувер         | 712,049 (2013)       |
| Онтаріо             | Canadian National Exhibition   | Торонто          | 1,360,000 (2013)     |
| Онтаріо             | Ottawa SuperEX                 | Оттава           | 422,095 (2009)       |
| Онтаріо             | Royal Agricultural Winter Fair | Торонто          |                      |
| Манітоба            | Red River Exhibition           | Вінніпег         | 175,971 (2013)       |
| Манітоба            | Royal Manitoba Winter Fair     | Брендон          | 114,000 (2012)       |
| Саскачеван          | Canadian Western Agribition    | Реджайна         | 122,300 (2013)       |